# Extreme Mental Piercing
Extreme Mental Piercing è il primo album del gruppo Industrial metal italiano DyNAbyte pubblicato nel 2004.

## Tracce
1. I'll Rise – 4:29
2. I'm My Enemy – 4:48
3. I Stand Still – 5:27
4. Immigrant Song (Led Zeppelin cover) – 2:48
5. Face the Storm – 4:26
6. In Another Context – 3:58
7. Final Condition – 4:18
8. 178 – 1:58
9. My Brain – 5:05
10. DyNAbyte – 3:40

## Formazione
- Cadaveria: voce
- LJ Dusk: chitarra
- John: basso